# カトリオナ (小惑星)
カトリオナ (1116 Catriona) は小惑星帯に位置する小惑星である。南アフリカのヨハネスブルグでシリル・ジャクソンによって発見された。なお、これは彼が発見した最初の小惑星である。
『宝島』で有名なスコットランド出身の作家ロバート・ルイス・スティーヴンソンが1893年に発表した『カトリオーナ』に因んで命名された。